# Joshua King (Mathematiker)

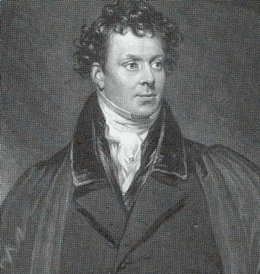
Joshua King

Joshua King (* 16. Januar 1798 in Lowick, Ulverston, Lancashire, England; † 1. September 1857 in President’s Lodge, Queens’ College, Cambridge, England) war von 1839 bis 1849 Lucasischer Professor für Mathematik an der University of Cambridge.
Er besuchte die Hawkshead Grammar School und studierte zunächst am Trinity College in Cambridge und ab 1815 am Queen’s College. 1819 wurde er Senior Wrangler in den Tripos, gewann im selben Jahr den Smith Prize und wurde 1820 Fellow des Queen’s College. Man setzte hohe Erwartungen in ihn als Mathematiker, die sich allerdings nicht erfüllten. Von 1832 bis zu seinem Tod war er Präsident des Queen’s College.
Joshua King war der Inhaber des Lucasischen Lehrstuhls, über den später geschrieben wurde, zu dieser Zeit sei ein Mann Lucasischer Professor gewesen, der niemals etwas schrieb, als dessen hauptsächlicher Beitrag die Mitgliedschaft in 15 Komitees und Verbänden gilt. Tatsächlich hielt er keine Vorlesungen in seiner Zeit als Lucasischer Professor und veröffentlichte nur einen Aufsatz. Statt mit Mathematik befasste er sich mit Jura und Politik. 1849 gab er seine Professur aus Gesundheitsgründen auf. 1833/34 war er Vizekanzler der Universität.

## Nachweise
1. ↑  Robert Bruen, lucasianchair.org, abgerufen am 25. Oktober 2009 (Memento vom 29. Oktober 2008 im Internet Archive)

| Personendaten    | Personendaten                |
| ---------------- | ---------------------------- |
| NAME             | King, Joshua                 |
| KURZBESCHREIBUNG | britischer Mathematiker      |
| GEBURTSDATUM     | 16. Januar 1798              |
| GEBURTSORT       | Lowick, Lancashire           |
| STERBEDATUM      | 1. September 1857            |
| STERBEORT        | President’s Lodge, Cambridge |